# 마이클 폭스

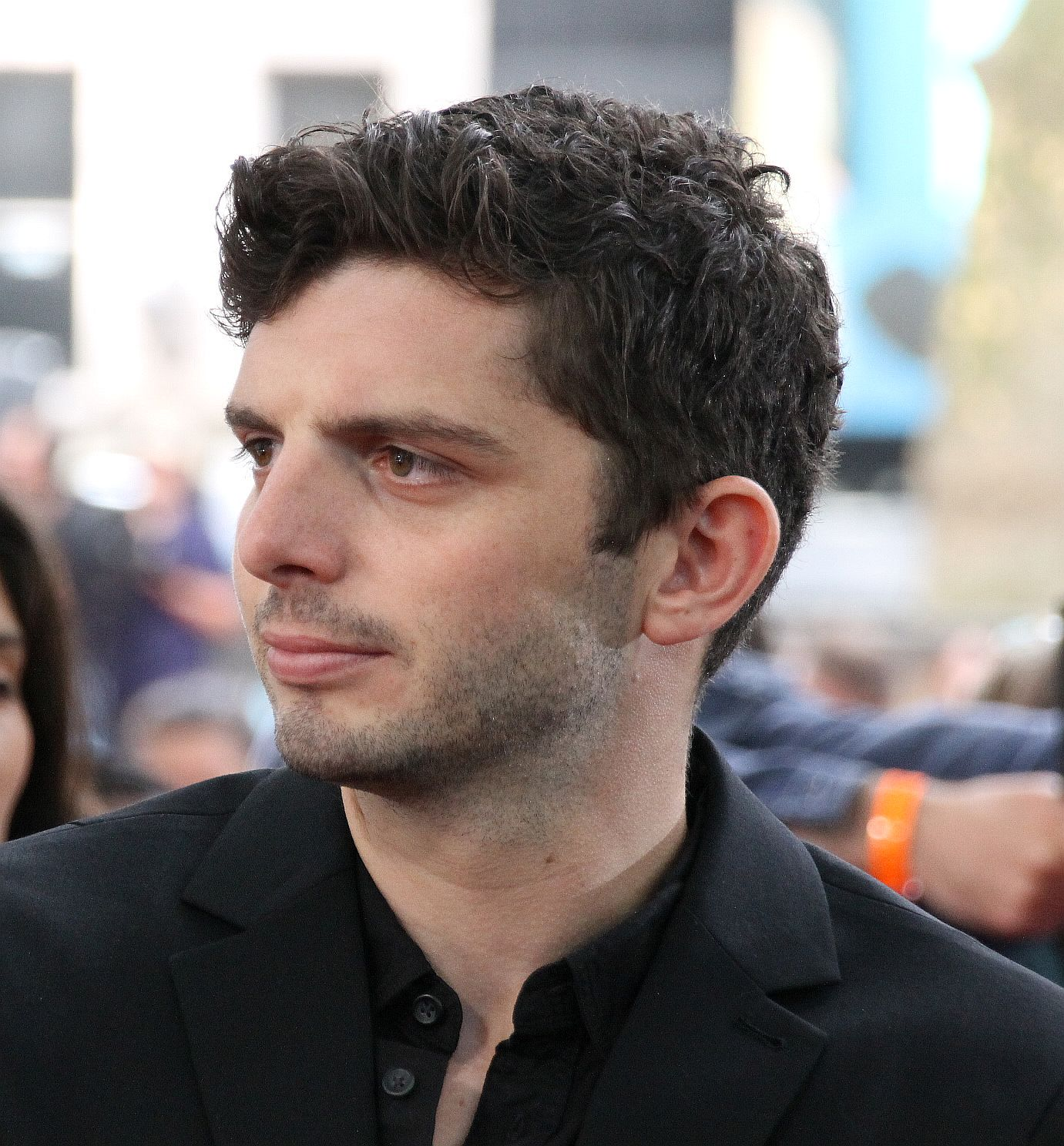

마이클 폭스(Michael Fox, 1989년 1월 5일 ~ )는 영국의 배우, 텔레비전 배우이다.
하이위컴에서 태어났다.

## 영화
- 스킨헤드 (1989년)
- 비앤비 (1987년)
- 비키니 숍 (1986년)
- 퀵실버 (1986년)
- 별들의 전쟁(영어판) (1979년)
- 형사 Q (1976년)
- 영 프랑켄슈타인 (1974년)
- 터치 다운 (1974년)
- 기관총 엄마 (1970년)
- 라일라 클레어의 전설 (1968년)
- 아이언 사이드 (1967년)
- 배트맨 - 66년 TV 시리즈 (1966년)
- 호간의 영웅들 (1965년)
- 빌리 (1965년)
- 우주가족 로빈슨 (1965년)
- 머린 존스의 불운 (1964년)
- 제인의 말로 (1962년)
- 추격 (1959년)
- 기관총 켈리 (1958년)
- 위성 전쟁 (1958년)
- 탑 시크릿 어페어 (1957년)
- 페리 메이슨 (1957년)
- 딜론 보안관 (1955년)
- 우주 정복 (1955년)
- 마이 시스터 에일린 (1955년)
- 빅 나이프 (1955년)
- 사악한 경찰 (1954년)
- 런 포 더 힐스 (1953년)
- 심해에서 온 괴물 (1953년)
- 나일 강의 뱀 (1953년)
- 위다웃 워닝! (1952년)